# Pop (canción de La Oreja de Van Gogh)
«Pop» es una canción interpretada por el grupo español La Oreja de Van Gogh. Se publicó en 2000 como el cuarto sencillo del segundo álbum de estudio de la banda El viaje de Copperpot.

## Vídeo musical
El vídeo musical fue rodado en Madrid, y tardó varias horas en ser filmado.
Empieza cuando aparece un presentador y exclama: "Ladies and gentlemen, I am very pleased to welcome: the fabuloso, the maravilloso, the Van Gogh's Ear!".
A lo largo del videoclip vemos dos cuadros, el principal: donde se puede apreciar a Amaia Montero como vocalista, disfrazada al estilo Marilyn Monroe, se le ve realizando gestos exagerados y jocosos y poniendo poco empeño en cantar; y al resto de la banda como coristas, todos vestidos de blanco, bronceados y con pelo rubio platino. Como segundo cuadro: tenemos la imagen del grupo vestido de manera informal, por detrás de escena haciéndole playback a estos primeros. Es uno de los videoclips más populares del grupo en su canal de YouTube. De igual forma, el vídeo está disponible en el DVD "La Oreja de Van Gogh - En Directo" (Gira 2003) y en el recopilatorio "La Oreja de Van Gogh - Grandes Éxitos".

## Lanzamiento y portada
El sencillo solo se editó en forma promocional, y la portada contenía una foto de Amaia Montero fumando.

## Posicionamiento en listas
| Lista (2002)          | Mejor posición |
| --------------------- | -------------- |
| El Salvador (Notimex) | 1              |